# Susan Rojcewicz
Susan Rojcewicz   (Worcester, 29 de maig de 1953) és una jugadora de bàsquet estatunidenca, ja retirada que va competir durant la dècada de 1970. Després de finalitzar la seva carrera universitària a la Southern Connecticut State University el 1975, Rojcewicz fou professora d'educació física i entrenadora de bàsquet a la Penn State University. El 2000 fou inclosa al Women's Basketball Hall of Fame.
El 1975 va ser seleccionada per representar la selecció dels Estats Units al Campionat del món de bàsquet de Colòmbia i als Jocs Panamericans de Ciutat de Mèxic. Al Campionat del món els Estats Units van acabar al vuitè lloc, mentre als Jocs Panamericans van guanyar la medalla d'or, la seva primera victòria des de 1963.
El 1976 va prendre part en els Jocs Olímpics de Mont-real, on guanyà la medalla de plata en la competició de bàsquet.